# ザ・セカンド・ロウ〜熱力学第二法則
『ザ・セカンド・ロウ〜熱力学第二法則』（ザ・セカンド・ロウ ねつりきがくだいにほうそく、英: The 2nd Law）は、イギリスのロックバンドであるミューズの6作目のスタジオ・アルバム。2012年9月28日にワーナー・ミュージック・グループから発売。全英アルバムチャートで1位を記録。 

## 制作
前作『ザ・レジスタンス』に引き続きセルフ・プロデュースで制作。レコーディングは2011年10月から開始され、主にロンドンのAIRスタジオとロサンゼルスのEASTWESTスタジオで行われた。編曲、指揮でデヴィッド・キャンベルが参加した。2011年12月にベーシストのクリス・ウォルステンホルムはインタビューで本作について、これまでの作品とは根本的に異なるものと答えた。
エレクトロニック・ミュージックの要素を取り入れており、マシュー・ベラミーは本作について「エレクトロ・ポップ・サウンドもあれば、明らかにクラシック・ロックの曲もある」と話し、ジャスティスやダズ・イット・オフェンド・ユー、ヤー？、映画音楽、ハンス・ジマーの影響を受けたと話した。また、「クリスチャン・ギャングスタ・ラップ・ジャズ・オデッセイに、アンビエントで反抗的なダブステップと、顔が溶けるメタル・フラメンコ・カウボーイ・サイケデリアを加えたもの（christian gangsta rap jazz odyssey, with some ambient rebellious dubstep and face melting metal flamenco cowboy psychedelia.）」と形容した。
タイトルの「ザ・セカンド・ロウ」は、限られた資源と無限の成長を前提としたシステムが、なぜ破滅的な結末に向かうのかを説明する「熱力学第二法則」を意味している。ベラミーは制作当時の金融恐慌や経済危機に関する報道を受けて、成長、増大に関する強迫観念があると感じる。成長に執着している理由を深く理解したいと思い、経済がエネルギーとエネルギー生産にかなり密接に関わっていることを認識していたことからエネルギーに関する本を読み始める。その中で、熱力学第二法則とは「基本的にエネルギーは減少していくものだ」とする説明を検出し、成長と進化を希求する人類は、その第二法則に真っ向からぶつかっていくようなものであると考える。人類の成長と減少の葛藤および闘争が哲学的な考えやメタファーとなっていき、本作で展開させていった、と語っている。
ベラミーは制作中に小説『World War Z』を読んでいたことから同書からもインスピレーションを受けている。同書を原作にして製作し、2013年6月に公開された映画『ワールド・ウォーZ』に本作収録曲「ザ・セカンド・ロウ ～熱力学第二法則：単離機関」を提供し、予告編映像に使用された。
アルバム・アートは、アメリカ国立衛生研究所による脳の神経回路網をマッピングする研究プロジェクト「Human Connectome Project」から引用したもの。

### 楽曲
「スプレマシー」についてベラミーはジミー・ペイジの影響を受けていると話し、ウォルステンホルムは「1曲の中にとにかくものすごく多様性がある」「ひとつの旅、変化に富んだ旅路をたどる曲」と形容した。
「マッドネス」はベラミーが恋人のケイト・ハドソンとの喧嘩をきっかけに作ったもの。12小節のブルースがベースとなっており、ゴスペル、ソウル、R&Bからの影響も受けている。ベラミーは「僕たちにとって音楽的に完全に新たな領域」とし、アルバムの中で一番気に入っている曲であると話した。
「パニック・ステーション」についてメンバーは「とにかく本当にめちゃ高揚させられるヴァイブがあった」「とにかく僕たちはあの曲で目一杯楽しんだ」「僕たちはただ子供になって楽しんでいる」「ある種直球なファンク曲」と話した。
「サヴァイヴァル」は、2012年ロンドン・オリンピックのための依頼を受けてベラミーが書いた曲であり、ロンドン・オリンピックの公式ソングとして使用された。初めて合唱隊を取り入れ、ベラミーは過去最高に高いキーで歌った。ベラミーは「勝利への確信と決意を表現している」と語った。なお、ミューズは聖火リレーにも参加し、故郷であるティンマスのコースを担当した。
「フォロー・ミー」は、ベラミーが自身の生まれたばかりの息子への思いについて歌った曲であり、曲の冒頭にはベラミーがiPhoneで録音した生まれたばかりの赤ちゃんの心音が収録されている。イギリスのエレクトロニック・ミュージック・グループであるNEROがミックスで参加。
「セイヴ・ミー」および「リキッド・ステイト」はウォルステンホルムが自身のアルコール依存症との闘いをテーマにして制作したものであり、ミューズで初の作詞曲、歌唱を担当した。
「ザ・セカンド・ロウ ～熱力学第二法則：維持不可」は、メンバーがスクリレックスのライブを観たことにインスピレーションを受けて制作したもの。ドラマーのドミニク・ハワードは「ダブステップ的なものを作ったのだが、本物の楽器でできるか試してみたかった」と話した。

## 発売
2012年9月28日から10月3日にかけてワーナー・ミュージック・グループから世界各国でデジタル・ダウンロード、CD、CD+DVD、レコードの形態で発売され、DVDには本作のメイキング映像などが収録された。デラックス・エディションとして発売されたボックス・セットは、CD、DVD、2枚のレコード、3枚のポスターを収録。
全英アルバムチャートで1位、アメリカのBillboard 200で2位、日本のオリコン週間アルバムチャートで5位を記録し、イギリス（BPI）で2013年にプラチナ、アメリカ（RIAA）で2016年にゴールドの認定を受けた。
本作に先駆けて8月にシングルとして発売された「マッドネス」は、ビルボードのオルタナティヴ・ソングス・チャートで累積19週間首位を獲得し、同チャートの首位最長記録を更新した。
第55回グラミー賞で本作は最優秀ロック・アルバム部門にノミネートされ、「マッドネス」は最優秀ロック・ソング部門にノミネートされた。第56回グラミー賞では「パニック・ステーション」が最優秀ロック・ソング部門にノミネートされた。日本の第5回CDショップ大賞2013では「洋楽賞」を受賞した。

## ミュージックビデオ
「フォロー・ミー」のミュージックビデオはライブ映像を使用したヴァージョンに加え、前作収録曲「エクソジェネシス（脱出創世記）：交響曲第3部（あがない）」に引き続き、日本のお笑い芸人である鉄拳のパラパラアニメヴァージョンも制作された。
「パニック・ステーション」のミュージックビデオは全編日本で撮影され、ストーリー、アイディア、撮影、プロデュース、編集まですべてをミューズが監修した。撮影は2013年1月11日、12日に行ったさいたまスーパーアリーナでのコンサートの合間を縫って、渋谷センター街、のんべえ横丁、ロボットレストランなどで行われた。メンバー3人が着用しているコスチュームは原宿のヴィンテージ・ショップで購入したもの。なお、ミュージックビデオに大日本帝国陸軍の旗である旭日旗が登場したことで、「日本の軍国主義を連想させる」として特に中国と韓国で物議を醸した。これを受けてミューズは謝罪し、旭日旗を日本国旗に差し替えたバージョンを公開した。

## 批評
オールミュージックのGregory Heaneyは、本作について常に自分たちのサウンドを新しい方向に押し進めるというミューズの伝統は守られているが、「マッドネス」や「フォロー・ミー」のようなダブステップやダンス・ミュージックへの進出は、オリジナル曲というよりはリミックスのように感じられると評した。
エンターテインメント・ウィークリーのKyle Andersonは、本作についてミューズがEDMの影響を受けていると主張しているが、ダブステップが本当に生かされているのは「マッドネス」だけであるとし、それ以外の楽曲はストリングスとティンパニによるクイーン風のものが非常に多いと評した。
ロサンゼルス・タイムズのMikael Woodは、本作について愉快でファンキーな作品であると評し、以前のミューズのアルバムとの違いとして「超大型サウンドの中にユーモアのセンスを取り入れている」とした。
コールドプレイのクリス・マーティンは、「マッドネス」についてミューズ史上最高の曲とTwitterで発言した。
ROCKIN'ON JAPANの粉川しのは、本作について過去最大の問題作とした上で「ミューズのカタルシス＆ドラマツルギーとは既にギター無くしても十分に構築可能な法則であると証明してしまった」と表現している。ウォルステンホルムが作曲および歌唱を務めた2曲については、「他と比べて明らかに普通すぎる」、「もし、この2曲が無かったら最強の新生ミューズの船出になった」と評した。
ローリング・ストーン誌は本作を「2012年のベスト50アルバム」で46位に順位付け、「期待感の薄れた時代にミューズはスタジアムを押しつぶすような楽曲を作り、クイーン、キング・クリムゾン、レッド・ツェッペリン、レディオヘッドの遺産を混ぜ合わせながら、他のほとんどの現行バンドをちっぽけに見せている」と評した。

## 収録曲
| 全作詞・作曲: マシュー・ベラミー（「セイヴ・ミー」および「リキッド・ステイト」作詞・曲：クリス・ウォルステンホルムを除く）。 |                                                                                  | | |      |
| # | タイトル                                                                         | 作詞 | 作曲・編曲 | 時間 |
| 1. | 「スプレマシー ～覇権の終結 - Supremacy」                                        | マシュー・ベラミー （「セイヴ・ミー」および「リキッド・ステイト」作詞・曲： クリス・ウォルステンホルム を除く） | マシュー・ベラミー （「セイヴ・ミー」および「リキッド・ステイト」作詞・曲： クリス・ウォルステンホルム を除く） | 4:55 |
| 2. | 「マッドネス ～狂おしい愛 - Madness」                                            | マシュー・ベラミー （「セイヴ・ミー」および「リキッド・ステイト」作詞・曲： クリス・ウォルステンホルム を除く） | マシュー・ベラミー （「セイヴ・ミー」および「リキッド・ステイト」作詞・曲： クリス・ウォルステンホルム を除く） | 4:39 |
| 3. | 「パニック・ステーション - Panic Station」                                       | マシュー・ベラミー （「セイヴ・ミー」および「リキッド・ステイト」作詞・曲： クリス・ウォルステンホルム を除く） | マシュー・ベラミー （「セイヴ・ミー」および「リキッド・ステイト」作詞・曲： クリス・ウォルステンホルム を除く） | 3:03 |
| 4. | 「プレリュード - Prelude」                                                       | マシュー・ベラミー （「セイヴ・ミー」および「リキッド・ステイト」作詞・曲： クリス・ウォルステンホルム を除く） | マシュー・ベラミー （「セイヴ・ミー」および「リキッド・ステイト」作詞・曲： クリス・ウォルステンホルム を除く） | 0:57 |
| 5. | 「サヴァイヴァル - Survival」                                                    | マシュー・ベラミー （「セイヴ・ミー」および「リキッド・ステイト」作詞・曲： クリス・ウォルステンホルム を除く） | マシュー・ベラミー （「セイヴ・ミー」および「リキッド・ステイト」作詞・曲： クリス・ウォルステンホルム を除く） | 4:17 |
| 6. | 「フォロー・ミー - Follow Me」                                                   | マシュー・ベラミー （「セイヴ・ミー」および「リキッド・ステイト」作詞・曲： クリス・ウォルステンホルム を除く） | マシュー・ベラミー （「セイヴ・ミー」および「リキッド・ステイト」作詞・曲： クリス・ウォルステンホルム を除く） | 3:51 |
| 7. | 「アニマルズ - Animals」                                                         | マシュー・ベラミー （「セイヴ・ミー」および「リキッド・ステイト」作詞・曲： クリス・ウォルステンホルム を除く） | マシュー・ベラミー （「セイヴ・ミー」および「リキッド・ステイト」作詞・曲： クリス・ウォルステンホルム を除く） | 4:23 |
| 8. | 「エクスプローラーズ ～探究者たち - Explorers」                                  | マシュー・ベラミー （「セイヴ・ミー」および「リキッド・ステイト」作詞・曲： クリス・ウォルステンホルム を除く） | マシュー・ベラミー （「セイヴ・ミー」および「リキッド・ステイト」作詞・曲： クリス・ウォルステンホルム を除く） | 5:48 |
| 9. | 「ビッグ・フリーズ ～厳寒期の訪れ - Big Freeze」                                 | マシュー・ベラミー （「セイヴ・ミー」および「リキッド・ステイト」作詞・曲： クリス・ウォルステンホルム を除く） | マシュー・ベラミー （「セイヴ・ミー」および「リキッド・ステイト」作詞・曲： クリス・ウォルステンホルム を除く） | 4:41 |
| 10. | 「セイヴ・ミー - Save Me」                                                       | マシュー・ベラミー （「セイヴ・ミー」および「リキッド・ステイト」作詞・曲： クリス・ウォルステンホルム を除く） | マシュー・ベラミー （「セイヴ・ミー」および「リキッド・ステイト」作詞・曲： クリス・ウォルステンホルム を除く） | 5:09 |
| 11. | 「リキッド・ステイト - Liquid State」                                            | マシュー・ベラミー （「セイヴ・ミー」および「リキッド・ステイト」作詞・曲： クリス・ウォルステンホルム を除く） | マシュー・ベラミー （「セイヴ・ミー」および「リキッド・ステイト」作詞・曲： クリス・ウォルステンホルム を除く） | 3:03 |
| 12. | 「ザ・セカンド・ロウ ～熱力学第二法則：維持不可 - The 2nd Law: Unsustainable」   | マシュー・ベラミー （「セイヴ・ミー」および「リキッド・ステイト」作詞・曲： クリス・ウォルステンホルム を除く） | マシュー・ベラミー （「セイヴ・ミー」および「リキッド・ステイト」作詞・曲： クリス・ウォルステンホルム を除く） | 3:47 |
| 13. | 「ザ・セカンド・ロウ ～熱力学第二法則：単離機関 - The 2nd Law: Isolated System」 | マシュー・ベラミー （「セイヴ・ミー」および「リキッド・ステイト」作詞・曲： クリス・ウォルステンホルム を除く） | マシュー・ベラミー （「セイヴ・ミー」および「リキッド・ステイト」作詞・曲： クリス・ウォルステンホルム を除く） | 4:59 |
| 合計時間: | 合計時間:                                                                        | 53:49 | |      |

## シングル
1. サヴァイヴァル - Survival
全英シングルチャート22位[47]。
2. マッドネス ～狂おしい愛 - Madness
全英シングルチャート25位[47]
3. フォロー・ミー - Follow Me
配信シングルとして発売。
4. スプレマシー ～覇権の終結 - Supremacy
全英シングルチャート58位[47]
5. パニック・ステーション - Panic Station
配信シングルとして発売。